# Bitwa o Ankonę

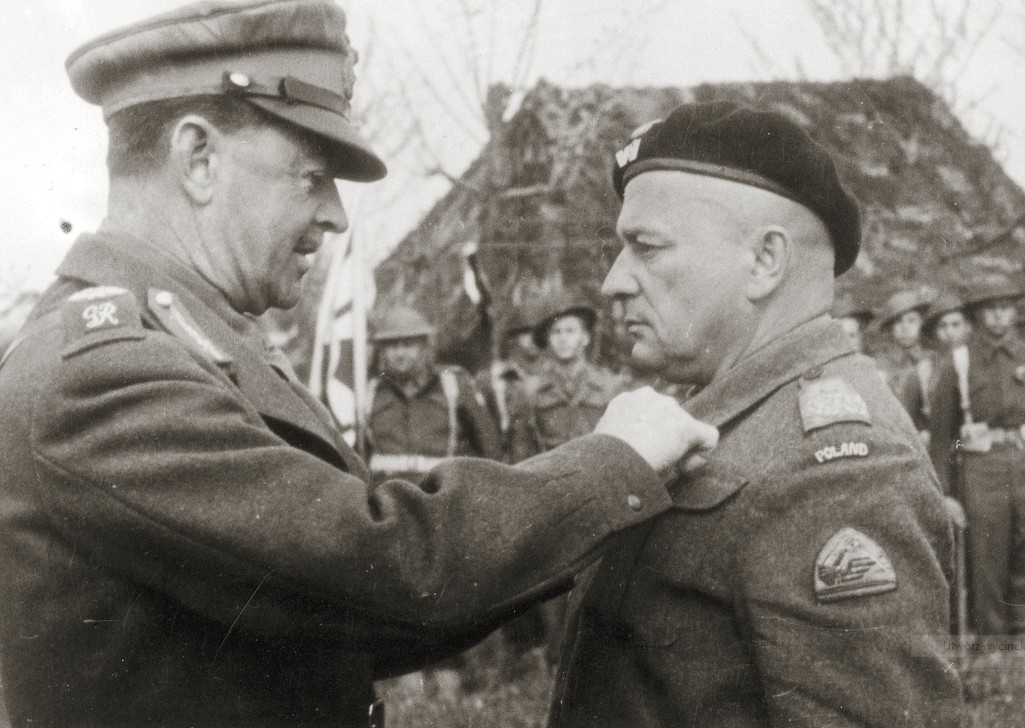
Gen. Harold Alexander dekoruje gen. Bronisława Rakowskiego po bitwie o Ankonę

Bitwa o Ankonę – jedna z bitew stoczonych przez wojska alianckie na froncie włoskim w czasie walk nad Morzem Adriatyckim w 1944 roku.

## Na przedpolach miasta
7 czerwca 1944 roku 3 Dywizja Strzelców Karpackich zluzowała hinduską 4 Dywizję Piechoty. 2 Korpus Polski od 15 czerwca rozpoczął działania pościgowe nad Morzem Adriatyckim, powstrzymywany przez niemieckie oddziały opóźniające. Dywizje niemieckie stosowały szeroko system zniszczeń i stawiały opór na kolejnych pozycjach wykorzystując przepływające rokadowo rzeki. 21 czerwca oddziały Korpusu uderzyły z marszu na niemiecką 278 DP nad rzeką Chienti. Polacy nie przełamali obrony, jednak Niemcy wycofali się. Korpus przeszedł ponownie do pościgu. 1 lipca czołowe oddziały 3 DSK współdziałające z 2 Brygadą Pancerną przeszły do pościgu wzdłuż drogi Nr 16. Na jej czele działały oddziały wydzielone. Na lewo od 3 Dywizji Strzelców Karpackich weszła do walki 5 Kresowa Dywizja Piechoty. 3 DSK przeszła nad rz. Musone i zabezpieczyła brody. Rozegrała się bitwa pod Loreto. Polacy zdobyli Loreto, Recanati, Castelfidardo – 1 lipca, Osimo – 5 lipca i wzgórze S. Piero – 6 lipca. 5 KDP po zaciętych walkach sforsowała Musone i nawiązała łączność bojowa z 3 DSK. Opór niemiecki został złamany po zdobyciu przez 5 KDP Montoro i Palazzo del Cannone. Rozpoczęto przygotowania do właściwej bitwy o Ankonę.
Silny opór nieprzyjaciel zorganizował dopiero na przedpolu miasta i portu Ankona. Gen. Władysław Anders postanowił wykonać główne uderzenie siłami 5 Dywizji Piechoty. Miała ona opanować dominujące wzgórza w rejonie Paterniano – Monte della Crescia – Monte Tarto. Działając w pasie nadmorskim 3 Dywizja Strzelców Karpackich z Karpackim Pułkiem Ułanów otrzymała zadanie wiązania nieprzyjaciela walką i prowadzenia działań demonstracyjnych.

## Walki o miasto
17 lipca 0 6.00 ruszyło natarcie w kierunku na Ankonę poprzedzone nawałą artyleryjską. 3 DSK od czoła wykonywała natarcie pozorujące wzdłuż szosy Numana – Ankona. W tym czasie 5 KDP wzmocniona 4 ppanc miała przełamać obronę nieprzyjaciela i opanować Monte del Cresia i S. Stefano, przez co umożliwić 2 BPanc z 15 puł. i 7 pułkiem huzarów brytyjskich i kompanią komandosów wykonanie manewru oskrzydlającego zgrupowania broniącego Ankonę. Osłonę zachodniego skrzydła 2 Korpusu stanowiła włoska 2 Brygada. 14 Wileński Batalion Strzelców, wzmocniony szwadronem czołgów, zdobył Paterniano. 13 Wileński batalion strzelców obsadził wzgórza na północ od San Stefana, a następnie wspólnie z 15 batalionem strzelców, zdobył Monte delia Crescia. Z rejonu Offagna Niemcy wyprowadzili kontratak. Uderzenie nieprzyjaciela odparto i opanowano miejscowość. Była to doskonała pozycja wyjściowa do bezpośredniego natarcia na miasto.
Dzięki zdobyciu wzgórz Monte Tarto i Croce di San Vinzenzo, również na odcinku zachodnim uzyskano głęboki wgląd w obronę niemiecką. Mimo zapadającego zmroku oddziały korpusu kontynuowały natarcie.
Lotnictwo niemieckie prowadziło nocami bombardowanie głównie terenu nadmorskiego, zapalając m.in. starą bazylikę w Loreto
6 Lwowska Brygada Piechoty i 15 pułk ułanów poznańskich wykonały manewr obejścia i wyszły na tyły Ankony. Zdobyto Torrette a Mare, a piechota wsparta czołgami wyszła nad rzekę Esino pod Chiaravalle.
18 lipca o 14.30, ułani karpaccy i 2 batalion strzelców karpackich wkroczyły do Ankony. Niemiecka 278 Dywizja Piechoty została rozbita. Zdobycie tak ważnego portu ułatwiło aliantom prowadzenie dalszych działań na Rimini i Linię Gotów.
Straty niemieckie w bitwie oszacowano na ok. 800 poległych i 2400 rannych, czyli ok. 30% walczących. 992 pułk grenadierów został zupełnie zniszczony. Niemiecka 278 DP straciła znaczną część uzbrojenia i pojazdów. Zdobyto 10 czołgów, 16 dział polowych, 25 dział przeciwpancernych. Podczas walk o Ankonę 2 Korpus Polski stracił 39 oficerów i 338 szeregowych zabitych i rannych. W czasie działań nad Adriatykiem 2 KP stracił 496 poległych, 1789 rannych i 139 zaginionych. Żołnierze Polscy zabici i zmarli na skutek ran zostali pochowani na cmentarzu w Loreto.

## Upamiętnienie
Walki o Ankonę zostały upamiętnione na Grobie Nieznanego Żołnierza w Warszawie, napisem na jednej z tablic – „ANKONA 17 – 18 VII 1944”.